# Кавайя, Энди
Энди Кавайя (нидерл. Andy Kawaya; род. 23 августа 1996, Брюссель, Бельгия) — бельгийский футболист, левый полузащитник клуба «Мехелен».

## Карьера
Кавайя родился в Брюсселе, но имеет конголезское происхождение. В 2001 году он попал в молодёжную команду футбольного клуба «Сент-Мишель», в 2005 году перешёл в «Брюссель», а в 2009 году оказался в клубной академии «Андерлехта». В сезоне 2013/2014 Кавайа играл за молодёжный состав «Андерлехта» в Юношеской лиге УЕФА и на Турнире Вияреджо, а также 25 сентября 2013 года дебютировал за основной состав в матча Кубка Бельгии против «Эйпена». 1 ноября 2014 года Энди дебютировал в чемпионате Бельгии, выйдя на замену в матче с «Локереном». 4 ноября того же состоялся его дебют в Лиге чемпионов, когда он отыграл первый тайм матча против лондонского «Арсенала».
В январе 2016 года был арендован нидерландским клубом «Виллем II».

## Клубная статистика
| Выступление      | Выступление      | Выступление      | Лига | Лига | Кубок страны | Кубок страны | Еврокубки | Еврокубки | Другие | Другие | Итого | Итого |
| Клуб             | Лига             | Сезон            | Игры | Голы | Игры         | Голы         | Игры      | Голы      | Игры   | Голы   | Игры  | Голы  |
| ---------------- | ---------------- | ---------------- | ---- | ---- | ------------ | ------------ | --------- | --------- | ------ | ------ | ----- | ----- |
| Андерлехт        | Лига Жюпиле      | 2013/14          | —    | —    | 1            | 0            | —         | —         | —      | —      | 1     | 0     |
| Андерлехт        | Лига Жюпиле      | 2014/15          | 5    | 0    | 2            | 0            | 2         | 0         | 2      | 0      | 11    | 0     |
| Андерлехт        | Лига Жюпиле      | 2015/16          | 2    | 0    | 2            | 0            | —         | —         | —      | —      | 4     | 0     |
| Андерлехт        | Итого            | Итого            | 7    | 0    | 5            | 0            | 2         | 0         | 2      | 0      | 16    | 0     |
| Всего за карьеру | Всего за карьеру | Всего за карьеру | 7    | 0    | 5            | 0            | 2         | 0         | 2      | 0      | 16    | 0     |